# Język dołgański
Język dołgański (Дулҕан) – język z rodziny tureckiej, którym posługują się Dołganie. Jego użytkownicy zamieszkują południową część półwyspu Tajmyr w Rosji. Według danych z 2010 r. posługuje się nim 1050 osób.
Bywa opisywany jako dialekt języka jakuckiego. Sama społeczność ma odrębną tożsamość etniczną. Nazwa „Dolgan” prawdopodobnie oznacza tyle, co „ludzie żyjący przy środkowym biegu rzeki”.
Wyróżnia się silnymi wpływami języka ewenkijskiego. W użyciu jest także język rosyjski.
Jest zdecydowanie zagrożony wymarciem, do czego przyczynia się dominacja rosyjskiego; dodatkowo posługuje się nim niewielka społeczność. Niemniej z danych Ethnologue (wyd. 22, 2019) wynika, że pozostaje w użyciu w sferze kontaktów rodzinnych i między znajomymi (choć nie jest w jednakowym stopniu znany wszystkim grupom wiekowym). Wciąż bywa używany przez dzieci, przy czym odnotowano, że zaczął być nauczany dopiero jako drugi język (w procesie edukacji szkolnej). Wśród Nganasan również bywa znany jako drugi język; obie grupy utrzymują ze sobą bliskie kontakty (częste są małżeństwa mieszane), a w II poł. XX w. nganasański był częściowo wypierany przez dołgański.

## Historia
Język dołgański zaczął być zapisywany alfabetem łacińskim w początkach XX wieku. Z czasem alfabet łaciński zastąpiono alfabetem cyrylickim używanym także do zapisu języka jakuckiego. Wpływ języka ewenkijskiego na dołgański stanowi powód rozgraniczenia języka dołgańskiego od jakuckiego. Teksty w języku dołgańskim publikowano w gazetach, takich jak Tajmyr, natomiast w szkołach zaczęto używać języka dołgańskiego w latach 60. XX wieku.

## Alfabet
W 1933 r. wydano słownik w języku jakuckim, przystosowany do wykorzystania w dołgańskich szkołach. W 1961 r. nieliczne dołgańskie teksty publikowano w gazecie „Sowietskij Tajmyr”. W 1973 r. wydano pierwszą książkę w języku dołgańskim – kolekcję poezji Ogdy Aksjonowej. W tej kolekcji wykorzystani alfabet rosyjski z dodatkowymi grafemami Дь дь, Һ һ, Ҥ ҥ, Нь нь, Ө ө, Ү ү. W 1984 r. opublikowano pierwszy słownik języka dołgańskiego.
Alfabet pierwszych dołgańskich słowników przedstawiał się następująco: А а, Б б, В в, Г г, Д д, Дь дь, Е е, Ё ё, Ж ж, З з, И и, Иэ иэ, Й й, К к, Л л, М м, Н н, Ӈ ӈ, Нь нь, О о, Ө ө, П п, Р р, С с, Т т, У у, Уо уо, Ү ү, Үө үө, Ф ф, Х х, Һ һ, Ц ц, Ч ч, Ш ш, Щ щ, Ъ ъ, Ы ы, Ыа ыа, Ь ь, Э э, Ю ю, Я я.
Współczesny alfabet dołgański
| А а | Б б | В в | Г г | Д д | Е е | Ё ё | Ж ж | З з | И и | Й й | К к | Һ һ |
| Л л | М м | Н н | Ӈ ӈ | О о | Ө ө | П п | Р р | С с | Т т | У у | Ү ү | Ф ф |
| Х х | Ц ц | Ч ч | Ш ш | Щ щ | Ъ ъ | Ы ы | Ь ь | Э э | Ю ю | Я я |     |     |

## Fonologia
Źródło:

### Samogłoski
|             | Przednie | Przednie | Tylne | Tylne |
| ----------- | -------- | -------- | ----- | ----- |
| Przymknięte | i i:     | y y:     | ɯ ɯ:  | u u:  |
| Średnie     | e e:     | ø ø:     | o o:  | o o:  |
| Otwarte     |          |          | a a:  | a a:  |

### Spółgłoski
|                  |              | Dwuwargowe | Zębowe | Podniebienne | Miękkopodn. | Krtaniowe |
| ---------------- | ------------ | ---------- | ------ | ------------ | ----------- | --------- |
| Zwarte           | bezdźwięczne | p          | t      | c            | k           |           |
| Zwarte           | dźwięczne    | b          | d      | ɟ            | ɡ           |           |
| Szczelinowe      | Szczelinowe  |            | s      |              | ɣ           | h         |
| Zwarto-szczelin. | bezdźwięczne |            |        | tʃ           |             |           |
| Zwarto-szczelin. | dźwięczne    |            |        | dʒ           |             |           |
| Nosowe           | Nosowe       | m          | n      | ɲ            | ŋ           |           |
| Płynne           | Płynne       |            | r      |              |             |           |
| Aproksymanty     | Aproksymanty |            | l      | j            |             |           |